# Tystberga landskommun
Tystberga landskommun var en tidigare kommun i Södermanlands län.

## Administrativ historik
Den 1 januari 1863, när kommunalförordningarna började tillämpas, skapades över hela riket cirka 2 500 kommuner, varav 89 städer, 8 köpingar och resten landskommuner. Då inrättades i Tystberga socken i Rönö härad i Södermanland denna kommun.
1952 genomfördes den första av 1900-talets två genomgripande kommunreformer i Sverige. Tystberga bildade då "storkommun" genom sammanläggning med de tidigare kommunerna Bogsta, Bälinge, Lästringe, Sättersta och Torsåker.
Kommunreformen 1971 innebar att Tystberga kommun upphörde och området fördes till Nyköpings kommun.
När Nyköpings kommun tredelades år 1992 fördes området för tidigare Torsåkers landskommun över till Gnesta kommun.

### Kyrklig tillhörighet
I kyrkligt hänseende tillhörde kommunen Tystberga församling. Den 1 januari 1952 tillkom församlingarna Bogsta, Bälinge, Lästringe, Sättersta och Torsåker.

## Kommunvapnet
Blasonering: I blått fält ett treberg av guld med tre uppväxande rågax av guld och däröver en flygande fågel av silver.

## Geografi
Tystberga landskommun omfattade den 1 januari 1952 en areal av 325,63 km², varav 302,34 km² land. Efter nymätningar och arealberäkningar färdiga den 1 januari 1961 omfattade landskommunen samma datum en areal av 327,74 km², varav 306,36 km² land.

### Tätorter i kommunen 1960
I Tystberga landskommun fanns tätorten Tystberga, som hade 746 invånare den 1 november 1960. Tätortsgraden i kommunen var då 23,9 procent.

## Politik

### Mandatfördelning i valen 1938-1966
| 1 | 18 |

| 19 |

| 19 |

| 19 |

| 8 | 11 |

| 17 |

| 16 | 13 | 5 |  |

| 34 |

| 15 | 12 | 6 | 2 |

| 29 | 6 |

| 14 | 13 | 4 | 4 |

| 29 | 6 |

| 17 | 12 | 3 | 3 |

| 29 | 6 |

| 15 | 12 | 4 | 4 |

| 26 | 9 |